# Hazem Emam
Hazem Mohamed Yehia El-Horria Emam (Cairo, 10 de maio de 1975) é um ex-futebolista profissional egípcio que atuava como meia-atacante.

## Carreira
Hazem Emam se profissionalizou no Zamalek SC.

## Seleção
Hazem Emam integrou a Seleção Egípcia de Futebol na Copa das Confederações de 1999, no México.

## Títulos
Egito
- Copa das Nações Africanas: 1998